# Burnmouth
Ne doit pas être confondu avec Bournemouth.
Burnmouth est un village dans les Scottish Borders, en Écosse.